# Dirk Lottner
Dirk Lottner (Colonia, 4 marzo 1972) è un allenatore di calcio ed ex calciatore tedesco, di ruolo centrocampista, tecnico dell'U-19 dell'Hannover 96.

## Palmarès

### Giocatore

#### Competizioni nazionali
- Campionato tedesco di seconda divisione: 2

Colonia: 1999-2000